# Daði Freyr
Daði Freyr Pétursson (ur. 30 czerwca 1992 w Reykjavíku) – islandzki piosenkarz, autor tekstów, producent muzyczny i kompozytor. Reprezentant Islandii w 65. Konkursie Piosenki Eurowizji (2021).

## Życiorys

### Kariera muzyczna
W 2017 z utworem „Is This Love?” (isl. „Hvað með það?”) zajął drugie miejsce w finale krajowych eliminacji do Konkursu Piosenki Eurowizji. Towarzyszyła mu wówczas grupa Gagnamagnið (pol. Ilość danych), w skład której wchodzą: Sigrún Birna Pétursdóttir (siostra muzyka), Árný Fjóla Ásmundsdóttir (żona), a także Hulda Kristín Kolbrúnardóttir, Stefán Hannesson i Jóhann Sigurður Jóhannsson.
W 2020 ponownie z zespołem wziął udział w krajowych eliminacjach do Konkursu Piosenki Eurowizji jako Daði i Gagnamagnið (isl. Daði og Gagnamagnið). Wykonywany przez nich utwór „Think About Things” muzycy zyskali prawo do reprezentowania kraju w konkursie, który jednak został odwołany ze względu na pandemię COVID-19. W kwietniu Freyr wystąpił z zespołem w projekcie Eurovision Home Concerts. W październiku został ogłoszony przez islandzkiego nadawcę publicznego RÚV reprezentantem kraju na Eurowizji 2021. 13 marca 2021 wydał konkursowy utwór „10 Years”, który nagrał z Gagnamagnið i z którym w maju zajął czwarte miejsce w finale Eurowizji 2021.

## Dyskografia

### Albumy studyjne
| Rok  | Dane dot. albumu                                                                                     |
| ---- | --- |
| 2019 | & Co. - Wydany: 12 czerwca 2020 - Wytwórnia: Samlist, AWAL - Format: digital download, streaming, CD |

### Minialbumy
| Rok                                                     | Dane dot. albumu                                                                                                   | Najwyższa pozycja na liście |
| Rok                                                     | Dane dot. albumu                                                                                                   | FIN                         |
| ------------------------------------------------------- | --- | --------------------------- |
| 2017                                                    | Næsta Skref - Wydany: 26 października 2017 - Wytwórnia: Samlist, AWAL - Format: digital download, streaming, winyl | –                           |
| 2021                                                    | Welcome - Wydany: 21 maja 2021 - Wytwórnia: Samlist, AWAL - Format: digital download, streaming                    | 23                          |
| „–” oznacza, że album nie był notowany na danej liście. | |                             |

### Single
Jako główny artysta
| Rok                                                      | Tytuł                                          | Najwyższe pozycje na liście | Najwyższe pozycje na liście | Najwyższe pozycje na liście | Najwyższe pozycje na liście | Najwyższe pozycje na liście | Najwyższe pozycje na liście | Najwyższe pozycje na liście | Najwyższe pozycje na liście | Najwyższe pozycje na liście | Najwyższe pozycje na liście | Najwyższe pozycje na liście | Najwyższe pozycje na liście | Najwyższe pozycje na liście | Najwyższe pozycje na liście | Najwyższe pozycje na liście | Album              |
| Rok                                                      | Tytuł                                          | ICE                         | BEL (Fl)                    | BEL (Wa)                    | FIN                         | GRE                         | IRL                         | LTU                         | NLD                         | NOR                         | SMR                         | SCO                         | SWI                         | SWE                         | UK                          | ITA                         | Album              |
| -------------------------------------------------------- | ---------------------------------------------- | --------------------------- | --------------------------- | --------------------------- | --------------------------- | --------------------------- | --------------------------- | --------------------------- | --------------------------- | --------------------------- | --------------------------- | --------------------------- | --------------------------- | --------------------------- | --------------------------- | --------------------------- | ------------------ |
| 2017                                                     | „Hvað með það?”                                | 85                          | –                           | –                           | –                           | –                           | –                           | –                           | –                           | –                           | –                           | –                           | –                           | –                           | –                           | –                           | Söngvakeppnin 2017 |
| 2017                                                     | „Næsta Skref”                                  | –                           | –                           | –                           | –                           | –                           | –                           | –                           | –                           | –                           | –                           | –                           | –                           | –                           | –                           | –                           | Næsta Skref        |
| 2018                                                     | „Seinni Tíma Vandamál”                         | –                           | –                           | –                           | –                           | –                           | –                           | –                           | –                           | –                           | –                           | –                           | –                           | –                           | –                           | –                           | –                  |
| 2018                                                     | „Skiptir Ekki Máli”                            | –                           | –                           | –                           | –                           | –                           | –                           | –                           | –                           | –                           | –                           | –                           | –                           | –                           | –                           | –                           | –                  |
| 2018                                                     | „Allir Dagar Eru Jólin Með Þér”                | –                           | –                           | –                           | –                           | –                           | –                           | –                           | –                           | –                           | –                           | –                           | –                           | –                           | –                           | –                           | –                  |
| 2019                                                     | „Heyri Ekki” (z Don Toxem)                     | –                           | –                           | –                           | –                           | –                           | –                           | –                           | –                           | –                           | –                           | –                           | –                           | –                           | –                           | –                           | & Co.              |
| 2019                                                     | „Endurtaka Mig” (z Blaer)                      | –                           | –                           | –                           | –                           | –                           | –                           | –                           | –                           | –                           | –                           | –                           | –                           | –                           | –                           | –                           | & Co.              |
| 2019                                                     | „Ég Er Að Fíla Mig (Langar Ekki Að Hvíla Mig)” | –                           | –                           | –                           | –                           | –                           | –                           | –                           | –                           | –                           | –                           | –                           | –                           | –                           | –                           | –                           | –                  |
| 2020                                                     | „Think About Things” (jako Daði i Gagnamagnið) | 1                           | 53                          | –                           | –                           | –                           | 3                           | 72                          | –                           | –                           | 49                          | 10                          | –                           | 33                          | 34                          | 19                          | Welcome            |
| 2020                                                     | „Where We Wanna Be”                            | –                           | –                           | –                           | –                           | –                           | –                           | –                           | –                           | –                           | –                           | –                           | –                           | –                           | –                           | –                           | –                  |
| 2020                                                     | „Every Moment Is Christmas with You”           | –                           | –                           | –                           | –                           | –                           | –                           | –                           | –                           | –                           | –                           | –                           | –                           | –                           | –                           | –                           | –                  |
| 2021                                                     | „Feel the Love” (oraz Ásdís)                   | 7                           | –                           | –                           | –                           | –                           | –                           | –                           | –                           | –                           | –                           | –                           | –                           | –                           | –                           | –                           | Welcome            |
| 2021                                                     | „10 Years” (jako Daði i Gagnamagnið)           | 1                           | 56                          | –                           | 8                           | 72                          | 38                          | 11                          | 15                          | 33                          | –                           | –                           | 80                          | 23                          | 43                          | –                           | Welcome            |
| „–” oznacza, że singel nie był notowany na danej liście. |                                                |                             |                             |                             |                             |                             |                             |                             |                             |                             |                             |                             |                             |                             |                             |                             |                    |

### Remiksy
| Rok  | Tytuł                                                                | Album |
| ---- | -------------------------------------------------------------------- | ----- |
| 2018 | „I Thought I'd Be More Famous by Now (Daði Freyr Remix)” (Special-K) | –     |
| 2020 | „Eye of the Storm (Daði Freyr Remix)” (Millie Turner)                | –     |